# Megatropolis
Megatropolis is het zesde studio-album van de Duitse powermetalband Iron Savior. Het werd uitgegeven op 4 juni 2007.

## Achtergrond
Het album is opgenomen in de Powerhouse Studios in Hamburg, de drums werden apart opgenomen in de Hammermusic-studio. Een tweede versie van het album werd uitgegeven in 2015, genaamd Megatropolis 2.0. Voor deze uitgave werd er nieuwe zang opgenomen, de nummers werden opnieuw gemixt en de volgorde van de nummers is anders omdat de band ontevreden was met het originele product. Dit is het laatste album waar Yenz Leonhardt de bassist is omdat hij zich later dat jaar aansloot bij de band Stormwarrior. Het nummer Iron Watcher is een mengeling van de nummers Iron Savior en Watcher in the Sky, die eerder voorkwamen op het debuutalbum Iron Savior.
Het album is opgedragen aan Tim, de broer van Piet Sielck, die gestorven is in november 2005.

## Tracklist
Alle nummers zijn geschreven en gecomponeerd door Piet Sielck.
1. "Running Riot" (4:58)
2. "The Omega Man" (4:52)
3. "Flesh" (5:01)
4. "Megatropolis" (5:04)
5. "Cybernetic Queen" (4:52)
6. "Cyber Hero" (4:59)
7. "A Tale From Down Below" (5:18)
8. "Still I Believe" (4:35)
9. "Farewell And Goodbye" (5:33)
Bonusnummer beperkte oplage
10. "Hammerdown" (4:00)
Japans bonusnummer
11. "Iron Watcher" (4:43)

### Megatropolis 2.0. Tracklist
1. "The Omega Man" (4:48)
2. "Megatropolis" (5:01)
3. "Flesh" (4:56)
4. "Cybernatic Queen" (4:56)
5. "Running Riot" (4:56)
6. "Cyber Hero" (4:55)
7. "A Tale from Down Below" (4:57)
8. "Still I Believe" (4:34)
9. "Hammerdown" (3:59)
10. "Farewell and Goodbye" (5:53)
11. "Iron Watcher" (4:41)

## Bandleden
- Piet Sielck – zang, gitaar
- Joachim "Piesel" Küstner – gitaar, achtergrond zand
- Yenz Leonhardt – basgitaar, achtergrond zang
- Thomas Nack – drums